# Presidential Emergency Operations Center

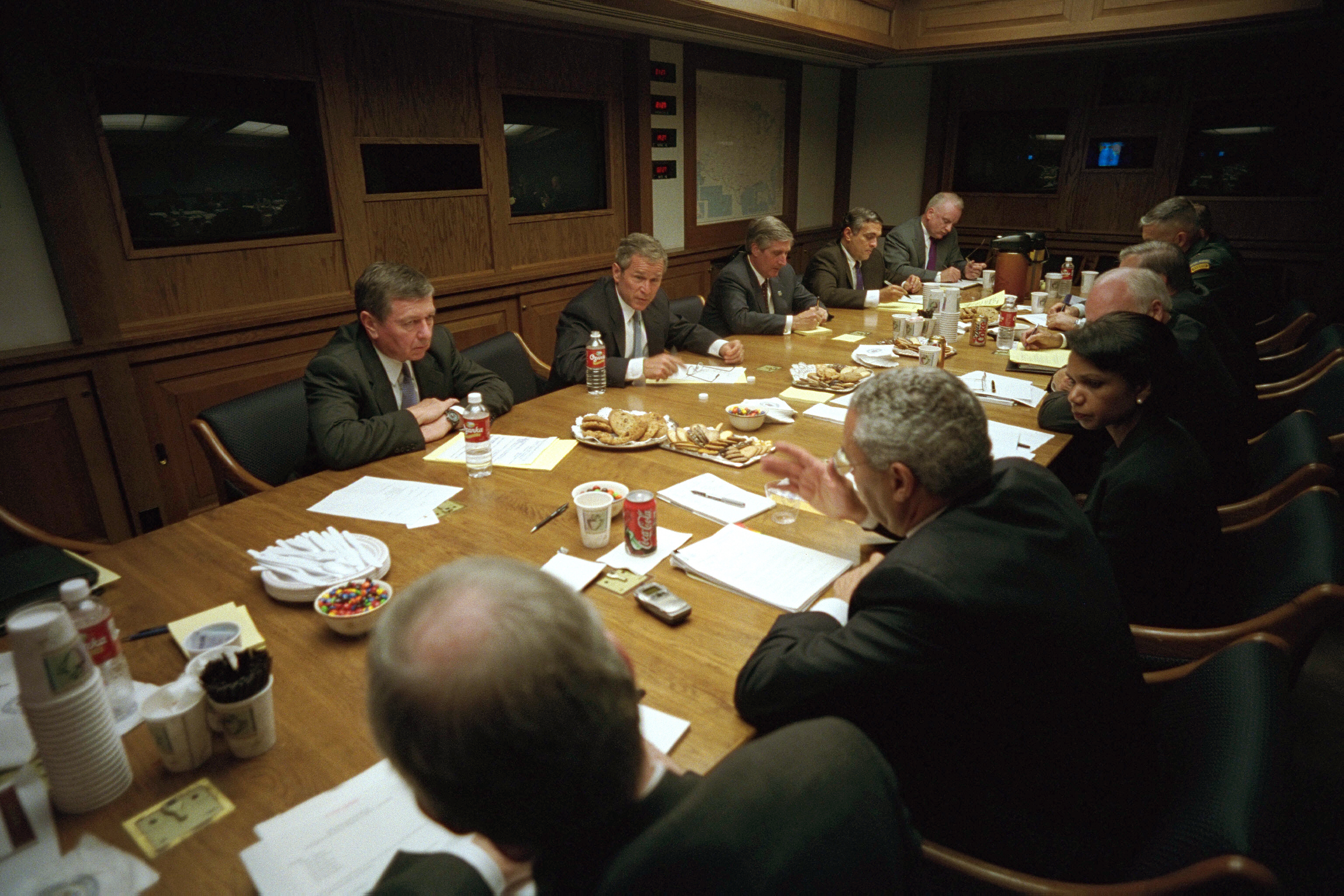
Treffen des National Security Council am 11. September 2001

Das Presidential Emergency Operations Center (PEOC; andere Quellen sagen auch President’s Emergency Operations Center; deutsch Notfallkommandozentrale des Präsidenten) ist ein bunkerartiger Raum unter dem Ostflügel (East Wing) des Weißen Hauses. Er ist nicht zu verwechseln mit dem Situation Room im Westflügel (West Wing).
Ursprünglich wurde er erbaut, um Präsident Franklin D. Roosevelt während des Zweiten Weltkrieges zu schützen.

## Heutige Verwendung
Heute wird er vor allem dafür verwendet, den Präsidenten, sein Kabinett und andere hohe Regierungsmitglieder in Gefahrensituationen zu schützen. Er gilt außerdem als primärer Rückzugspunkt des Präsidenten, wenn dieser sich im Weißen Haus aufhält und die Sperrzone P-56 um das Weiße Haus durchbrochen wird oder dieses unter Beschuss steht.
Während der Terroranschläge am 11. September 2001 wurde das PEOC zum Zufluchtsort für Vizepräsident Dick Cheney, Lynne Cheney, Bushs Nationale Sicherheitsberaterin Condoleezza Rice, Mary Matalin, Lewis Libby, Joshua Bolten, Karen Hughes, Stephen Hadley, David S. Addington sowie einiger Secret-Service-Agenten.
Während der Proteste nach dem Tod von George Floyd im Mai 2020 befand sich Präsident Donald Trump in der Nacht des 29. Mai und für circa eine Stunde in der Nacht des 31. Mai im Presidential Emergency Operations Center.

## Das P.E.O.C. in Film und Fernsehen
- 2005 – 24 / Staffel 4
- 2007 – 24 / Staffel 6
- 2010 – Salt
- 2013 – Olympus Has Fallen – Die Welt in Gefahr
- 2013 – White House Down
- 2016 – Designated Survivor
- 2017 – House of Cards (Fernsehserie)/Staffel 5
- 2025 – Captain America: Brave New World